# DNA-kodade substansbibliotek

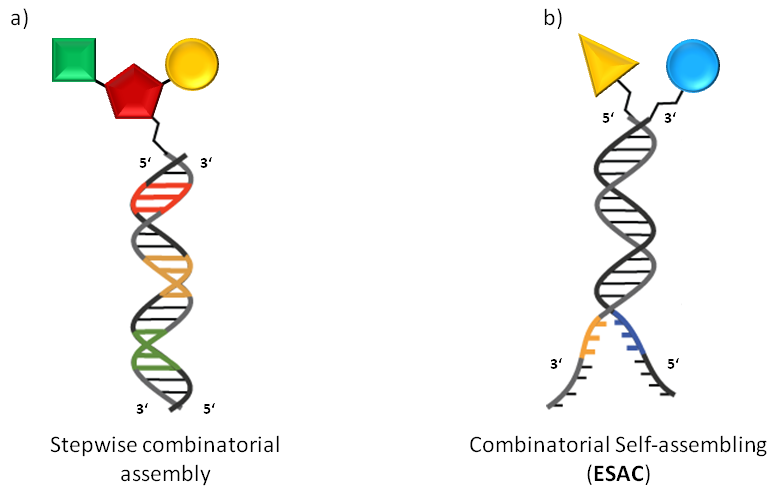
DNA-kodat bibliotek som visar kemiska föreningar. Schematisk representation av DNA-kodat bibliotek som visar kemiska föreningar direkt bundna till oligonukleotider.
a) Bibliotek genererat genom "stegvis kombinatorisk" sammansättning som presenterar en enda oligonukleotid kovalent kopplad till en förmodad bindande molekyl.
b) Bibliotekskonstruktion på ett "kombinatoriskt självmonterande" sätt (kodat självsamlande kemiskt bibliotek). Multipelparande oligonukleotider uppvisar en kovalent kopplad bindande molekyl.

DNA-kodade substansbibliotek (DECL) är en teknologi för syntes av bibliotek innehållande ett stort antal unika molekylföreningar samt träffsökning bland dessa för en specifik målstruktur. DECL används inom läkemedelskemi och fungerar som en länk mellan kombinatoriell kemisk teknik och molekylärbiologi. Syftet med DECL-teknologin är att vara en effektiv och skyndsam teknologi som underlättar utveckling av nya läkemedelsmolekyler, i synnerhet under tidig läkemedelsutveckling såsom validering och identifiering av läkemedels målstruktur.
DECL-teknologin går ut på att kemiska föreningar eller byggstenar konjugeras ihop med korta DNA-fragment. I biblioteket kommer DNA-fragmentet ha egenskapen som identifieringskod liknande en streckkod. DECL-teknologin möjliggör massproduktion av ett stort antal strukturföreningar och formande av ett substansbibliotek där selektion sedan är möjlig baserad på bindningsaffinitet till en målstruktur. En homogen metod för screening av DNA-kodade bibliotek (DEL) har nyligen utvecklats där vatten-i-olja-emulsionsteknologi används för att isolera, räkna och identifiera individuella ligand-målkomplex där ett enda Eppendrofrör behövs. I jämförelse mellan DECL och tidigare upptäcka konventionella screeningstekniker såsom high-throughput screening teknologin så kräver inte DECL biokemiska analyser för att identifiera bindningen, vilket i princip tillåter isolering av bindningar av ett brett spektrum av proteiner som historiskt sett varit svåra att hantera med konventionella screeningstekniker. Så, förutom den allmänna upptäckten av målspecifika molekylära föreningar, öppnar tillgången på bindningsmöjligheter till farmakologiskt viktiga, men hittills icke-fungerande målproteiner, nya möjligheter till att kunna utvecklas till framtida nya läkemedel för sjukdomar som hittills inte har kunnat behandlas. DECL teknologin erbjuder en effektiv metod för identifiering av nya läkemedelskandidater och förväntas vara väldigt användbar inom tidig läkemedelsupptäckt och utveckling.

## Historia
"Att syntetisera en flerkomponentblandning av föreningar i en enda process och att även screena den i en enda process". Detta är principen för kombinatorisk kemi som uppfanns av Prof. Furka Á. (Eötvös Loránd University Budapest Ungern) 1982, som också beskrev den inklusive metoden för syntes av kombinatoriska bibliotek och den för en dekonvolutionsstrategi i ett dokument som notariserades samma år. Motiven som ledde till uppfinningen hade publicerats 2002. DNA-kodade kemiska bibliotek (DECL) syntetiseras av den kombinatoriska kemiprincipen och det överensstämmer tydligt med deras tillämpning.